# Cissy Houston
Cissy Houston, seudónimo de Emily Drinkard, (Newark, Nueva Jersey, 30 de septiembre de 1933-Newark, Nueva Jersey, 7 de octubre de 2024) fue una cantante estadounidense de soul y góspel. Tuvo una exitosa carrera como corista con artistas como Elvis Presley y Aretha Franklin, y luego se consagró como  artista solista, galardonada con dos premios Grammy por su trabajo. Era la madre de Whitney Houston, tía de Dionne y Dee Dee Warwick, abuela de Bobbi Kristina Brown y prima de la cantante de ópera Leontyne Price.

## Familia

### Primeros años
Nacida como Emily "Cissy" Drinkard en Newark, Nueva Jersey, el 30 de septiembre de 1933, es la hija menor de ocho hermanos del matrimonio compuesto por Delia Mae Drinkard (de soltera, McCaskill) (1929-1941) y Nitcholas "Nitch" Drinkard (1895-1952). El padre de Cissy, Nitcholas Drinkard, nació de la unión entre Susan Bell Drinkard (de soltera, Fuller), también conocida como Delia, y John Drinkard, Jr., su madre era de ascendencia holandesa y afroamericanos y su padre era descendiente de nativos americanos y afrodescendientes. Los Drinkard habían sido propietarios de una importante cantidad de tierras de cultivo en Blakely, Georgia, durante una época en que era inusual para la gente de color poseer grandes extensiones de terreno. Este activo se fue agotando poco a poco en la medida que se iban vendiendo pequeñas porciones para resolver los continuos conflictos legales contraídos con un familiar cercano.
Durante la Gran Migración y justo después del nacimiento de tres de los hermanos mayores de Cissy, la familia Drinkard decidió trasladarse a Nueva Jersey. Una vez instalados ahí, sus padres acordaron que sus hijos debían participar de una formación cristiana y asistir a la iglesia, fue en esta que su padre animó a Cissy y a sus hermanos a demostrar sus talentos en el canto. En 1938, cuando Cissy tenía cinco años, su madre Delia sufrió un accidente cerebral cuyo derrame provocó, tres años más tarde, su fallecimiento. Su padre falleció en 1952 de cáncer de estómago cuando Cissy tenía 18 años, debido a esta situación, Cissy se tuvo que ir a vivir con su hermana mayor Marie (1922-2007), quien, para ese entonces, había contraído matrimonio con Lee Mancel Warwick. 

### Matrimonio e hijos
En 1955, Cissy contrajo matrimonio con Freddie Garland y tuvieron un hijo, Gary Garland, exjugador de baloncesto de la NBA y de la Universidad DePaul Athletic Hall of Fame. Al poco tiempo de su nacimiento, los Garlands se divorciaron.
En 1959, Cissy se casó con John Russell Houston, Jr., administrador y ejecutivo de entretenimiento de Newark.  La pareja tuvo dos hijos, Michael Houston, quien se convirtió en compositor de canciones, y una hija, Whitney Houston, quien se convirtió en una cantante de R & B, soul, blues y góspel de fama mundial, tanto así, que, durante años se dijo que Aretha Franklin era madrina de la hija de Houston, pero esto fue desmentido en su ocasión por la propia Cissy.
En la década de los 90 Cissy Houston obtuvo una orden judicial y la asistencia de dos alguaciles para intervenir y convencer a su hija Whitney comenzara un tratamiento en la lucha contra la adicción y el abuso del consumo de drogas, situación en la que su madre  organizó varias intervenciones para llevar a su hija a terapias de  recuperación y rehabilitación de su hija, a la que finalmente convenció iniciar el tratamiento en el Hope for Women Residencial y Servicios Terapéuticos de Atlanta, Georgia.
Posterior al tratamiento de su hija, quien tuvo ciclos de recuperación y recaídas, el 11 de febrero de 2012, Whitney Houston fue encontrada inconsciente en la bañera de su habitación en el Hotel Beverly Hills de Los Ángeles. Mientras tanto, según el sitio TMZ, se aseguraba que Whitney fue hallada por su peluquera y dos de sus guardaespaldas sumergida en la bañera boca abajo.
Cissy Houston, después de la muerte de su hija, y en una entrevista con el canal de televisión local de Nueva Jersey, My9, manifestó su disgusto hacia los medios por la cobertura de los eventos relacionados al deceso de su hija manifestando que: «Los medios de comunicación son horribles. Esta gente va con chismes de aquí para allá y no saben realmente de lo que están hablando», dijo. Emocionada y con la voz entrecortada, la madre de la intérprete de I will always love you respondió a las preguntas de la presentadora Brenda Blackmon, que se interesó por cómo estaba sobrellevando la ausencia de su hija. "Tengo mis momentos", aseguró reconociendo que todavía no se ha recuperado de la conmoción que sufrió cuando conoció la devastadora noticia. "Mis hijos son mi vida entera, pero ella era muy especial para mí. Era mi única hija y una persona maravillosa y buena", y añadió: "Estoy muy orgullosa de ella porque logró muchas cosas en muy poco tiempo".
"Si pudiera traerla de vuelta lo haría, pero eso es imposible", confesaba Cissy, de 78 años, que todavía se aferra a la idea de mantener viva la imagen de su hija. "Sé que lo hice lo mejor que pude. No me culpo", añade emocionada.
Cissy Houston tiene seis nietos.

## Carrera

### Los cantantes Drinkard
La carrera de cantante de Houston comenzó en 1938 cuando se unió a su hermana Anne y hermanos Larry y Nicky en el grupo de canto góspel del cuartero Drinkard. Lee (quien después se convertiría en la madre de los cantantes Dee Dee y Dionne Warwick), más tarde se unió al grupo junto con Ann Moss y Marie Epps, y el grupo fue renombrado como Los Cantores Drinkard. Los cantantes Houston y Drinkard cantaban regularmente en la iglesia New Hope Baptist y posteriormente grabaron un disco en vivo para RCA llamado A Joyful Noise.

## The Sweet Inspirations

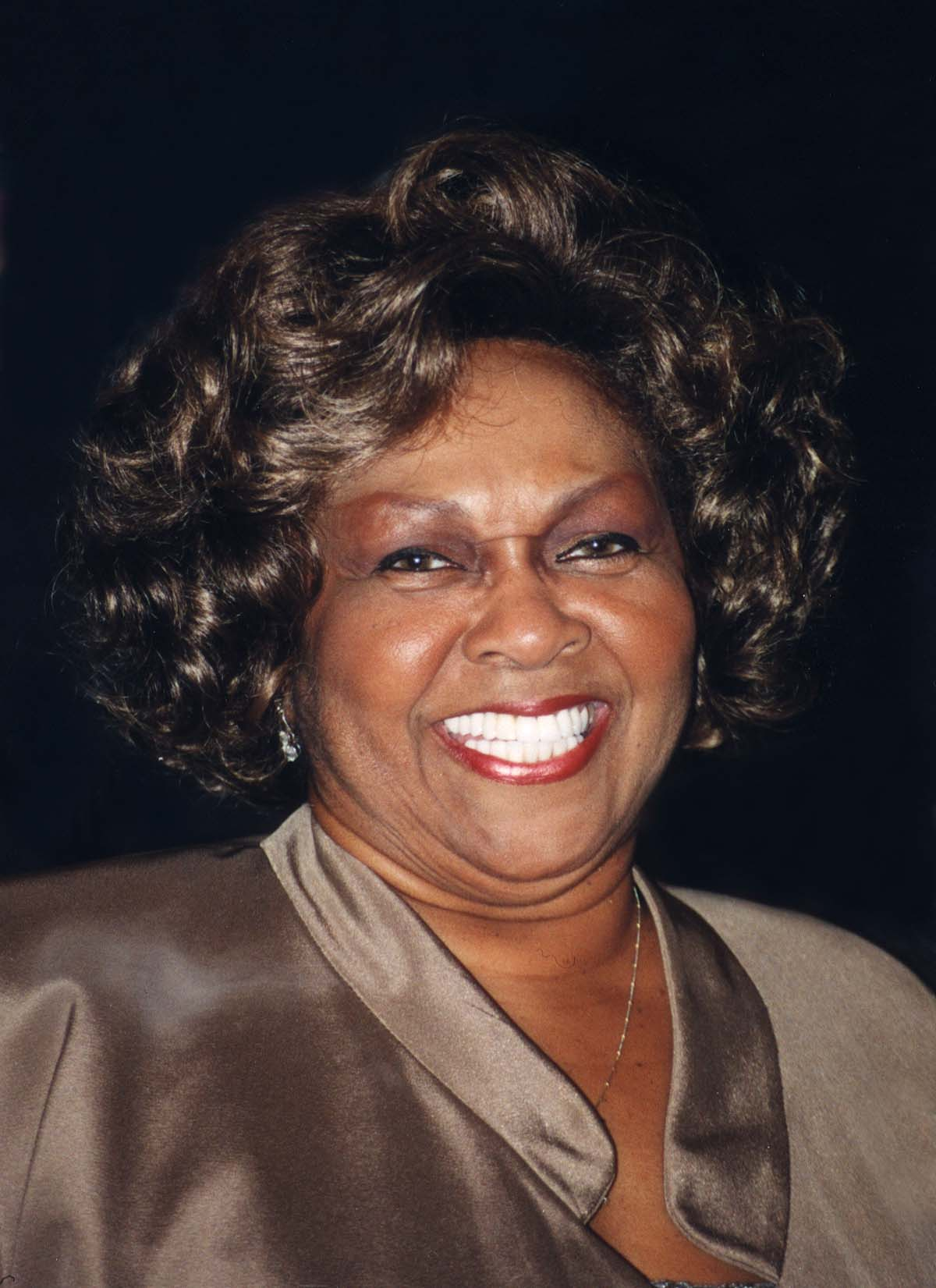
Cissy Houston en 1996.

En 1963, a punto de dar a luz a su hija Whitney Houston, formó el grupo The Sweet Inspirations con Doris Troy y su sobrina Dee Dee Warwick. Posteriormente, bajo contrato con Atlantic Records, Sylvia Shemwell, Estelle Brown y Myrna Smith forman el line-up.
A mediados de la década de 1960 las Sweet Inspirations hacen de coros para una variedad de artistas, incluyendo Otis Redding, Wilson Pickett, Lou Rawls, The Drifters, Dusty Springfield y la sobrina de Houston, Dionne Warwick. Aparecieron en el sencillo de Van Morrinson, «Brown Eyed Girl». Houston realiza la melodía soprano operística en la exitosa "Ain't No Way" de Aretha Franklin.
En 1967 las Sweet Inspirations cantaron coros para Jimi Hendrix Experience en la pista Burning de la lámpara de medianoche.
En 1969 fueron contratados para cantar coros con Elvis Presley en Las Vegas en su regreso a las actuaciones en directo durante julio y agosto de 1969. Presley a menudo las presentaba en las actuaciones diciendo: «Están a la altura, damas y caballeros, Las Sweet Inspirations!». Muchas de estas actuaciones se pueden escuchar en el los registros en vivo de All Shook Up y Live in Las Vegas.
Tocar con Elvis Presley fue lo último que hizo Houston con The Sweet Inspirations. A medida que sus hijos estaban creciendo, decidió dejar las giras para concentrarse en su carrera como cantante.

## Carrera en solitario
En 1969 Houston firmó un contrato de grabación con la Commonwealth Unided Records y grabó su debut en solitario Presentando a Cissy Houston, que fue lanzado en 1970. Contenía varios singles bien recibidos, incluyendo covers de «I'll be there» y «Be My Baby».
Después de que Janus Records se hiciera con sus derechos, Houston grabó varios singles más en la década de 1970 y un nuevo álbum que incluía la grabación original de «Midnight Train to Georgia» de Jim Weatherly, que sería número uno de Gladys Knight & The Pips.
En 1977 Houston firmó con Private Stock Records, trabajando con el arreglista-productor Michael Zager en tres álbumes. El segundo incluía su gran disco hit «Think It Over», que alcanzó al número 32 en la lista de R & B de la Billboard en 1979. Representó a EE. UU. en el Festival de la Canción Popular del Mundo en 1979 con una canción llamada «Tú eres el fuego», ocupando el segundo lugar y ganando el premio al mejor intérprete . Este tema fue incluido en su álbum de 1980 Step Aside for a Lady, de nuevo producido por Michael Zager , pero lanzado por Columbia Records (EMI en el Reino Unido).

## Discografía
| Año  | Título                   | Discográfica       |
| ---- | ------------------------ | ------------------ |
| 1970 | Presenting Cissy Houston | Commonwelth United |
| 1978 | Think it over            | Private Stock      |
| 1979 | Warning Danger           | Columbia           |
| 1980 | Step aside for a lady    | EMI                |
| 1992 | I'll take care of you    | Shanachie          |
| 1996 | Face to face             | House of Blues     |
| 1997 | He leadeth me            | A&M                |

## Premios
| Año  | Título        | Categoría                              | Género |
| ---- | ------------- | -------------------------------------- | ------ |
| 1996 | Face to face  | Mejor álbum de soul/góspel tradicional | Góspel |
| 1998 | He leadeth me | Mejor álbum soul/góspel tradicional    | Góspel |